# Cassyma gammata
Cassyma gammata là một loài bướm đêm trong họ Geometridae.